# Hermann Weber (Zoologe)
Hermann Robert Weber (* 21. November 1899 in Bretten; † 18. November 1956 in Tübingen) war ein deutscher Zoologe, der vor allem als Insektenforscher bekannt wurde.

## Wissenschaftlicher Werdegang und Bedeutung
Weber trug nach einem Jahr Kriegsdienst von der folgenden Grippepandemie bleibende Schäden an Herz und Gehör davon. Er studierte von 1919 bis 1921 an der TH Stuttgart Physik und wurde Mitglied des Corps Rhenania Stuttgart. 1922 wurde er in Tübingen mit einer Arbeit über den Thorax der Hornisse promoviert. Ab 1928 war er Privatdozent in Bonn, von 1930 bis 1935 a.o. Professor für Zoologie an der TH Danzig. Während dieser Zeit schloss er sich dem Corps Baltica an. 1935/36 hatte er die Lehrstuhlvertretung für Forstzoologie an der Albert-Ludwigs-Universität Freiburg inne. Er war von 1936 bis 1939 ordentlicher Professor für Zoologie und vergleichende Anatomie in Münster, wo der Sohn Hermann Weber zur Welt kam. Ab 1939 war er an der Universität Wien. Weber war DFG-Fachspartenleiter Biologie. Von 1941 bis 1944 war er Professor an der Reichsuniversität Straßburg. 1940 wurde er Präsident der Deutschen Zoologischen Gesellschaft. Von 1951 bis 1956  war Weber ordentlicher Professor und Direktor des Zoologischen Instituts der Eberhard Karls Universität Tübingen.
Weber lieferte bedeutende Beiträge zur Entomologie, insbesondere zur Anatomie der Insekten. Sein Lehrbuch der Entomologie (1933) und später sein kürzer gefasster Grundriß der Insektenkunde galten jahrzehntelang als vorbildliche Darstellungen des Gesamtgebiets der Insektenkunde, die die Morphologie und Physiologie, die Entwicklungsgeschichte, Systematik und Ökologie der Insekten gleichermaßen fundiert zusammenfassten. Die letzte von ihm selber revidierte Auflage des Grundrisses erschien 1954, eine unveränderte vierte Auflage 1966 posthum; auch das ausführliche Lehrbuch wurde 1968 noch einmal nachgedruckt.
Ein bedeutsames Konzept, das auf Hermann Weber zurückgeht, ist das der Konstruktions-Morphologie. Er prägte diesen Begriff, da er an der klassischen Formenlehre (Morphologie) Kritik übte und darauf hinwies, dass die Morphologie nicht nur einfach eine Methode des Vergleichens sein darf, sondern über die Beschreibung und Gegenüberstellung hinauszugehen habe. Morphologische Forschung müsse, wenn sie als eigenständige Disziplin Geltung behalten wolle, die Dynamik eines Organismus, d. h. sein ontogenetisches und evolutionsgeschichtliches Werden genauso berücksichtigen wie die funktionellen Zusammenhänge einzelner Strukturen im Gesamtverband eines Lebewesens.
Die Deutsche Gesellschaft für allgemeine und angewandte Entomologie ehrte ihn 1954 und postum 1963 mit der Fabricius-Medaille.
Sein Nachlass befindet sich in der Universitätsbibliothek Tübingen (Signatur: Mn 49).

## Politische Aktivitäten im Nationalsozialismus
Weber wurde zum Kreis der „alten Nationalsozialisten“ gerechnet, trat jedoch laut seiner Personalakte im Reichswissenschaftsministerium erst am 1. Mai 1933 in die NSDAP ein. Er unterzeichnete im November 1933 das Bekenntnis der Professoren an den deutschen Universitäten und Hochschulen zu Adolf Hitler. 
Er war Vorstandsmitglied des Reichsbunds für Biologie, wurde Mitherausgeber der vom SS-Ahnenerbe übernommenen Zeitschrift Der Biologe und schrieb 1942: „Das Begriffspaar ›Organismus u. Umwelt‹ […] bedeutet in der Sprache der Biologen nichts anderes als in der Sprache der Politik das Wort von ›Blut u. Boden‹“. Am 27. Juli 1942 unterzeichnete er, unter anderem zusammen mit Otto Mangold, einen Brief des Vorstands der Deutschen Zoologischen Gesellschaft an die Reichskanzlei, in dem er als Vorstandsmitglied alle „Maßnahmen“ gegen die Juden angesichts der „ungeheuren Schärfe des Kampfes des Judentums gegen das deutsche Volk“ ausdrücklich billigte.

## Veröffentlichungen (Auswahl)
- Der Thorax der Hornisse. Ein Beitrag zur vergleichenden Morphologie des Insektenthorax. Jena 1925
- Biologie der Hemipteren. Eine Naturgeschichte der Schnabelkerfe. Berlin 1930
- Lehrbuch der Entomologie. Jena 1933
- Grundriß der Insektenkunde. 1938, 3. Aufl. Stuttgart 1954